# Os Yogi (personatge)
L'Os Yogi és un os bru antropomòrfic humorístic que ha aparegut en nombrosos còmics, programes de televisió d'animació i pel·lícules. Va debutar el 1958 com a protagonista d'un serial secundari a The Huckleberry Hound Show.
L'Os Yogi va ser el primer personatge de la televisió animada en fer-se més popular que el protagonista de l'espectacle; va ser creat per Hanna-Barbera i va fer-se més popular que Huckleberry Hound. El gener de 1961 se li va donar el seu propi programa, The Yogi Bear Show, patrocinat per Kellogg's, que incloïa els segments Snagglepuss (conegut a Espanya com el león Melquíades) i Yakky Doodle. El llop Hokey va substituir el seu segment a The Huckleberry Hound Show. Un llargmetratge d'animació musical, Hey There, It's Yogi Bear!, es va estrenar el 1964.
El Yogi va ser un dels diversos personatges de Hanna-Barbera que tenia un coll sense camisa. Això va permetre als animadors mantenir el cos estàtic, redibuixant només el cap a cada fotograma quan parlava, un dels mètodes que va fer servir Hanna-Barbera per reduir els costos reduint el nombre de dibuixos necessaris per a una historieta de set minuts d'uns 14.000 a aproximadament. 2.000. També du sempre un barret verd i una elegant corbata estreta del mateix color amb nus menut.

## Personalitat
Com molts personatges de Hanna-Barbera, la personalitat i el comportament de Yogi es basaven en una celebritat popular de l'època. Es diu que el personatge d'Ed Norton interpretat per Art Carney a The Honeymooners era la inspiració per a Yogi; les seves maneres de veu imiten àmpliament Carney com Norton. Carney, al seu torn, va rebre la influència de Borscht Belt i dels comediants de vodevil.
El nom de Yogi era similar al de l'estrella de beisbol contemporània Yogi Berra, que era conegut per les seves divertides cites, com ara "la meitat de les mentides que diuen sobre mi no són certes". Berra va demandar Hanna-Barbera per difamació, però la seva direcció va afirmar que la similitud dels noms era només una coincidència. Berra va retirar la demanda, però la defensa es va considerar inversemblant. Quan l'os Yogi va arribar per primera vegada a les pantalles de televisió, Yogi Berra era un nom conegut.
La trama de la majoria de dibuixos animats de Yogi se centrava en les seves trapelleries al fictici Parc de Jellystone, una variant de l'autèntic Parc Nacional de Yellowstone. El Yogi, acompanyat del seu constant company l'os Boo-Boo, sovint intentava robar cistelles de pícnic als campistes al parc, per a disgust del guardabosc John Francis Smith. La xicota de Yogi, l'Ossa Cindy, de vegades apareixia i solia desaprovar les trapelleries de Yogi.

## Eslògans
A més de parlar sovint en rima, l'os Yogi tenia diverses frases, inclòs el seu famos cant d'emoció i salutació ("Ei, Ei, Ei"), el seu nom de mascota per a cistelles de pícnic ("cistelles pic-a-nic"), i la seva autopromoció preferida ("Sóc més intel·ligent que l'os mitjà!"), tot i que sovint sobreestima la seva pròpia astúcia. Una altra característica del Yogi era la seva veu profunda i ximple. Sovint saluda el guardabosques amb un cordial: "Hola, senyor guardaboscs, senyor!" i "Ei, Boo Boo!" com la seva salutació preferida al seu company, Boo-Boo. El Yogi també feia servir sovint jocs de paraules en el seu discurs.

## Mitjans de comunicació

### Sèries de televisió
| Número de sèrie    | Títol                      | Emissió de difusió | Canal original        | # Episodis en total | # Temporades en total |
| ------------------ | -------------------------- | ------------------ | --------------------- | ------------------- | --------------------- |
| 1                  | The Huckleberry Hound Show | 1958-1960          | Broadcast syndication | 35 episodis         | 2                     |
| 2                  | The Yogi Bear Show         | 1961–1962          | Broadcast syndication | 33 episodis         | 2                     |
| 3                  | Yogi Bear & Friends        | 1967–1968          | Broadcast syndication | 96 episodis         |                       |
| 4                  | Yogi's Gang                | 1973–1975          | ABC                   | 15 episodis         | 1                     |
| 5                  | Yogi's Space Race          | 1978–1979          | NBC                   | 13 episodis         | 1                     |
| 6                  | Galaxy Goof-Ups            | 1978–1979          | NBC                   | 13 episodis         | 1                     |
| 7                  | Yogi's Treasure Hunt       | 1985–1988          | Sindicació            | 27 episodis         | 3                     |
| 8                  | The New Yogi Bear Show     | 1988–1989          | Sindicació            | 45 episodis         | 1                     |
| 9                  | Yo Yogi!                   | 1991–1992          | NBC                   | 20 episodis         | 1                     |
| 10                 | Jellystone!                | 2020               | HBO màx               |                     |                       |
| Notes: 1. 2. 3. 4. |                            |                    |                       |                     |                       |

#### Altres aparicions
- The New Scooby-Doo Movies (1972), cameo a The Caped Crusader Caper
- Laff-A-Lympics (1977–1978), aquest programa tenia a l'òs Yogi com a capità de l'equip The Yogi Yahooeys
- Wake, Rattle and Roll (1990–1991), ell i en Boo-Boo apareixen al segment Fender Bender 500.
- A Pup Named Scooby-Doo, cameo convidat a The Story Stick
- Family Guy (1999), una versió paròdica de l'aparició d'en Yogi i en Boo-Boo a la temporada 5, episodi 3, però Peter Griffin el mata brutalment fent servir un ganivet de caçador com a favor al guadaboscos
- The Grim Adventures of Billy Mandy (2003-2008), en Yogi i en Boo-Boo tenen una aparició com a convidats a la temporada 3, episodi 7.

### Pel·lícules d'animació i especials
- Hey There, It's Yogi Bear!, un llargmetratge d'animació de 1964 publicat per Warner Bros. Pictures i Columbia Pictures
- Yogi's Ark Lark, una pel·lícula feta per a la televisió del 1972 per a la pel·lícula ABC Saturday Superstar
- Hanna-Barbera's All-Star Comedy Ice Revue, un especial de televisió del 1978 en honor de Fred Picapedra en el seu 18è aniversari
- Casper's First Christmas, un especial de televisió del 1979 on apareixen els personatges de Casper and the Angels trobant a Yogi i la seva colla
- Yogi's First Christmas, una pel·lícula feta per a televisió del 1980
- Yogi Bear's All Star Comedy Christmas Caper, un especial de televisió del 1982 protagonitzat per Yogi i amics
- La gran escapada de l'os Yogi (Yogi's Great Escape), una pel·lícula feta per a televisió del 1987, doblada al català[26]
- L'os Yogi i l'hidroavió màgic (Yogi Bear and the Magical Flight of the Spruce Goose), una pel·lícula feta per a televisió del 1987, doblada al català[27]
- L'os Yogi i la invasió dels ossos de l'espai (Yogi and the Invasion of the Space Bears), una pel·lícula feta per a televisió del 1988, doblada al català[28]
- The Good, the Bad, and Huckleberry Hound, una pel·lícula feta per a televisió del 1988
- Hanna-Barbera's 50th: A Yabba Dabba Doo Celebration, una pel·lícula musical de televisió del 1989
- Yogi the Easter Bear, un especial de televisió del 1994
- Arabian Nights, un especial de televisió del 1994 per a TBS (segment Aladdin)
- Scooby Doo! Mask of the Blue Falcon, 2013 directe a DVD (cameo com a imatge)

### Pel·lícules educatives
- Hanna-Barbera Educational Filmstrips
  - Yogi Bear: Play it Safe (1979)
  - Yogi Bear Visits His Medical Friends (1980)
- Learning Tree Filmstrip Set
  - Learning About Citizenship with Yogi Bear (1982)
  - Learning About Groups and Rules with Yogi Bear (1982)
- Earthqueake Preparedness (1984)
- D.A.R.E. Bear Yogi (1989)

### Videojocs
- Yogi's Frustration (Intellivision) (1983)[29]
- Yogi Bear (computer) (1987)
- Yogi Bear & Friends in The Greed Monster (Commodore 64) (1989)
- Yogi Bear's Math Adventures (DOS) (1990)
- Yogi's Great Escape (computer) (1990)
- Yo Yogi Bear (Tiger handheld) (1991)
- Yogi's Big Clean Up (Amiga) (1992)
- Adventures of Yogi Bear (Super NES) (1994)
- Yogi Bear's Gold Rush (Game Boy) (1994)
- Yogi Bear: Great Balloon Blast (Game Boy Color) (2000)
- Yogi Bear: The Video Game (Wii, Nintendo DS) (2010)

### Àlbums
- Hey There, It's Yogi Bear!, una música de 1964 de la banda sonora original de la pel·lícula
- Yogi Bear and the Three Stooges Meet the Mad, Mad, Mad Dr. No-No, un àlbum de comèdia de 1966
- Yogi Bear, una banda sonora de partitures del 2010 de John Debney

### Acció en viu / llargmetratge d'animació
Warner Bros. va estrenar el desembre de 2010 una pel·lícula d'acció en viu i animació per ordinador titulada Yogi Bear. A la pel·lícula apareixia Dan Aykroyd per a la veu de Yogi. La pel·lícula, que adapta la sèrie de televisió, segueix les aventures de l'os Yogi i el seu amic Boo-Boo a Jellystone Park, ja que eviten el guarda forestal Smith que intenta evitar que Yogi robi cistelles de pícnic.

### Cançons
"Yogi de The Ivy Three" (1960), cantat amb una veu que imita l'os Yogi. La cançó va arribar al núm. 8 al Billboard Hot 100

## Còmics
Al llarg dels anys, diverses editorials han publicat llibres de còmics de l'os Yogi.
- Dell Comics va publicar per primera vegada els còmics Yogi Bear a partir del 1959 com a part de la seva línia de Four Color Comics als números 1067 Yogi Bear (data de portada 1 de desembre de 1959), 1104 Yogi Bear Goes to College (1 de juny de 1960), 1162 Yogi Bear Seins the Marines (1 d'abril de 1961), 1271 Yogi Bear's Birthday Party (1 de novembre de 1961), 1310 Huck and Yogi Winter Sports (1962) (amb Huckleberry Hound) i 1349 Yogi Bear Visits the U.N. (1 de gener de 1962).[30] Al març de 1961, Dell també va publicar un one-shot de 116 pàgines titulat Huck and Yogi Jamboree (també amb Huckleberry Hound). A partir del setembre de 1961, Dell va començar a publicar un còmic habitual sota el títol Yogi Bear, que va publicar-se durant 6 números (números 4-9), l'últim número de Dell portada portada de juliol-setembre de 1962.[31]
- Gold Key Comics es va fer càrrec de publicar el títol de Yogi Bear a l'octubre de 1962, continuant la numeració de l'últim número de Dell. Gold Key va publicar 33 números del 1962 al 70.
- A continuació, Charlton Comics va obtenir un títol per a 35 números del 1970 al 77.
- Marvel Comics va obtenir un títol per a 9 números el 1977.
- Harvey Comics va fer diversos títols per a un total de 10 números de 1992 al 94.
- Archie Comics presentava regularment històries de Yogi Bear a l'antologia de còmics Hanna-Barbera All-Stars i Hanna-Barbera Presents. Després de la cancel·lació d'ambdos títols, Archie Comics va publicar un número d'un còmic de l' os Yogui el 1997.
- DC Comics presentava semi-regularment Yogi a Cartoon Network Presents.
- DC Comics Scooby-Doo! team-Up (Bear-ly Scared)
- DC Comics Deathstroke / Yogi Bear Special nº 1

La tira còmica de l' os Yogui va començar el 5 de febrer de 1961. Creada per Gene Hazelton i distribuïda pel sindicat McNaught, va durar del 1961 al 1988.
Hanna-Barbera també ha produït còmics instructius de l'os Yogi sobre primers auxilis (Creative First Aid: Yogi’s Bear Facts (1986)) i preparació per al terratrèmol (Yogi, the Be-Prepared Bear: Earthquake Preparedness for Children (1984) i Yogi’s Bear Facts: Preparació per als terratrèmols (1988). Aquests es van emetre en relació amb l'ús de l'os Yogi com a mascota del mes de preparació per als terratrèmols a Califòrnia, una campanya anual que es va dur a terme cada mes d'abril durant més de deu anys i que també va utilitzar a Yogi en cartells de preparació per als terratrèmols, anuncis, dibuixos animats i altres promocions, inclosa una exposició especial "Quakey Shakey Van".

## Llançament a casa
El 15 de novembre de 2005, Warner Home Video va llançar la sèrie completa en DVD.
| Nom del DVD                             | Episodis | Data de publicació     | Informació addicional |
| --------------------------------------- | -------- | ---------------------- | --- |
| The Yogi Bear Show: The Complete Series | 33       | 15 de novembre de 2005 | - Animació col·leccionable cel - Episodi original amb ponts i para-xocs - Esbossos d'animació mai vistos abans - Yogi gets global: un episodi en diversos idiomes - Presentació sobre l'art del so de Hanna-Barbera |

## Llicències
- L'os Yogi dona el seu nom a una cadena de parcs de vehicles recreatius i càmpings ("Yogi Bear's Jellystone Park Camp Resorts Resorts"),[35] amb la primera obertura el 1969 a Sturgeon Bay, Wisconsin. Des del 2019, més de 80 ubicacions han acollit els parcs.[36]
- A 2018, queda un restaurant de la cadena que porta el nom de Yogi, "Yogi Bear's Honey Fried Chicken", a Hartsville, Carolina del Sud.[37]